# Pandolfo II de Benevento
Pandulfo II el Viejo (m. agosto de 1014) fue príncipe de Benevento de 981 y Capua (como Pandulfo III) desde 1008 o 1009 hasta su muerte. Era hijo de Landulfo III que fue copríncipe entre 959 y 968. Pandulfo fue asociado por primera vez como copríncipe (en Capua) en 977.
A la muerte de su padre, Pandulfo fue marginado por su tío,  Pandulfo Cabeza de Hierro, que entregó Capua y Benevento a su hijo mayor Landulfo IV a su muerte en 981. Ese año, sin embargo, Landulfo IV se vio obligado a dividir y Benevento fue entregado a Pandulfo. En mayo de 987, asoció a su hijo Landulfo al trono, siguiendo la tradición dinástica iniciada por Atenulf I.
En 999, el emperador Otón III visitó el santuario de San Miguel Arcángel en el Monte Gargano. A su regreso a través de Benevento, firmó un diploma a favor del monasterio de Santa Sofía el 11 de marzo. S. Sofía fue la fundación del linaje de Pandulfo y probablemente se utilizó como panteón. Por razones desconocidas, Otón y Pandulfo se enfrentaron en el año 1000, posiblemente por las reliquias de San Bartolomé patrono de Benevento, al que Otón había erigido una nueva iglesia en la Isla Tiberina—San Bartolomeo all'Isola—poco antes. De acuerdo con los Annales Beneventani, Otto rex cum magno exercitu obsedit Benevento: "El rey Otón con un gran ejército sitió Benevento." Sin embargo, no sucedió nada significativo salvo, quizás, la entrega de ciertas reliquias (posiblemente la piel de Bartolomé).
En ese año mismo año 1000, los capuanos expulsaron a su príncipe  Adhemar, pro-Imperio e invitaron a Landulf di Sant'Agata, el hermano de Pandulfo, a ser su nuevo príncipe. En 1003, una rebelión dirigida por Adelfer, conde de Avellino, expulsó a Pandulfo y a su hijo de Benevento. Sin embargo, en 1005, los encontramos gobernando de nuevo desde su capital. No obstante, los disturbios proliferaron por todo el principado.
En 1007, Landulfo de Capua murió y Pandulfo lo sucedió junto a su hijo, Pandulfo II de Capua. En 1011, 1012 o 1013, el nieto epónimo de Pandulfo, Pandulfo III, hijo de Landulfo, fue asociado con el gobierno de Benevento. A partir de entonces, Pandulfo desaparece del primer plano hasta su muerte en 1014.

## Descendencia
- Gaitelgrima, esposa de Guaimario III de Salerno
- Maria, esposa de Sergio II de Amalfi
- Landolfo V de Benevento
- Pandulfo IV de Capua
- Atenulfo, abad de Montecassino